# Mårten Lindeberg
Mårten Hemmingsson Lindeberg, död 21 september 1652, var en svensk militär.

## Biografi
Lindeberg arbetade i krigstjänst 1612. Han blev 1621 kapten vid Östgöta fotfolk och 1625 major vid fotfolket. Lindeberg var mönsterherre vid mönstringarna i Skänninge och Slaka i mars 1628. Han var 1628 och 1630 kunglig kommissarie vid utskrivningarna i Östergötland. Lindeberg adlades 20 mars 1647 till Lindeberg och introducerades 1647 som nummer 379. Han avled 1652 och hans huvudbanér sattes upp i Motala kyrka.
Lindeberg ägde gårdarna Lindenäs i Motala socken och Borrestad.

### Familj
Lindeberg var gift med Ingel Hieronymidotter. Hon var dotter till kamrer Hieronymus Nilsson och Lucia Olofsdotter. De fick tillsammans barnen kaptenslöjtnant Johan Lindeberg, översten Hieronymus Lindeberg (död 1677), militären Gustaf Lindeberg, Brita Lindeberg som var gift med myntmästaren Christoffer Conradi och Margareta Lindeberg (död 1703) som var gift med majoren Johan Anckarfjell.